# تشارلز دريك
تشارلز دريك (بالإنجليزية: Charles Drake)‏ هو لاعب كرة قدم أمريكية أمريكي، ولد في 25 سبتمبر 1981 في لوس أنجلوس في الولايات المتحدة، وتوفي في 6 يوليو 2012.